# فهرست شهرهای دوقلو و شهرهای خواهرخوانده در ژاپن

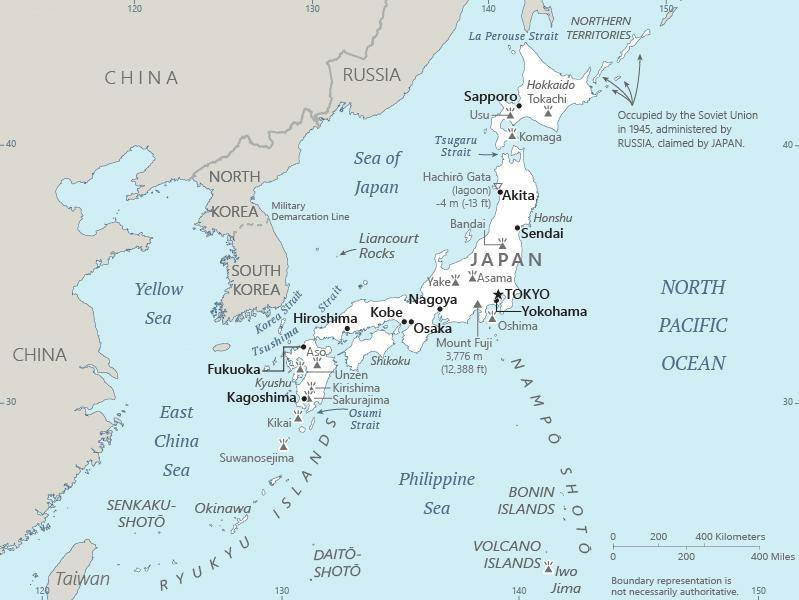
نقشه ژاپن

فهرست شهرهای دوقلو و شهرهای خواهرخوانده در ژاپن (انگلیسی: List of twin towns and sister cities in Japan) این فهرستی از شهرداری‌های ژاپن  است که پیوندهای ثابتی با جوامع محلی در کشورهای دیگر دارند. در بیشتر موارد، این انجمن، به‌ویژه زمانی که توسط دولت محلی رسمیت می‌یابد، به‌عنوان «دوقلوی شهرها» (معمولاً در اروپا) یا «شهرهای خواهرخواندگی (شهرها)» (معمولاً در بقیه شهرها) جهان شناخته می‌شود.
برای خواهرخواندگی بین شهرداری‌های ژاپن و چین، به دلیل ترجمه مشکل‌دار، از اصطلاح «شهرهای دوستی» استفاده می‌شود (اصطلاح «شهرهای خواهر» مستلزم مشخص کردن این است که کدام یک از شهرها خواهر کوچکتر و کدام شهر بزرگتر است).

## A
آگه‌ئو، سایتاما
- لاکیر ولی، استرالیا

آکابیرا، هوکایدو
- کاگا، ایشیکاوا، ژاپن
- سامچئوک، کره جنوبی
- یویونگ، چین

آکاشی، هیوگو
- والیو، کالیفرنیا، ایالات متحده آمریکا
- ووشی، چین

آکیتا (شهر)
- هیتاچی‌اوتا، ایباراکی، ژاپن
- کنای، آلاسکا، ایالات متحده آمریکا
- لانژو، چین
- پاسائو، آلمان
- سنت کلاود، مینه‌سوتا، ایالات متحده
- ولادی‌وستوک، روسیه

اکشی، هوکایدو
- کلارنس، استرالیا

آماگاساکی، هیوگو
- آوگسبورگ، آلمان

آنجو، آیچی'
- Hobsons Bay، استرالیا
- هانتینگتون بیچ، کالیفرنیا، ایالات متحده آمریکا
- کولدینگ، دانمارک

آئوموری'
- کچکمت، مجارستان
- پیونگتائک، کره جنوبی

آریداگاوا، واکایاما
- Guixi، چین
- پالمرستون، استرالیا

آریتا، ساگا'
- جینگدیجن، چین
- مایسن، آلمان

آساگو، هیوگو
- نیوبرگ، اورگن، ایالات متحده
- پرت، انتاریو، کانادا

آساهیکاوا، هوکایدو
- بلومینگتون، ایلینوی، ایالات متحده آمریکا
- هاربین، چین
- مینامی‌ساتسوما، کاگوشیما، ژاپن
- نرمال، ایلینوی، ایالات متحده
- سوون (شهر)، کره جنوبی

آساکوچی، اوکایاما
- Gao'an، چین
- Tea Tree Gully، استرالیا

آشیکاگا، توچیگی

## B
بپو، اوئیتا
- باث، سامرست، انگلستان، بریتانیا
- موکپو، کره جنوبی
- دریاچه‌های روتوروا، نیوزیلند
- یانتای، چین

## C
چیبا (شهر)'
- آسونسیون، پاراگوئه
- هیوستون، ایالات متحده آمریکا
- شهر نورث ونکوور، کانادا
- کزون سیتی، فیلیپین
- تیانجین، چین
- Wujiang (Suzhou)، چین

چیچیبو، سایتاما
- آنتیوچ، کالیفرنیا، ایالات متحده
- گنگ‌نئونگ، کره جنوبی
- لینفن، چین
- Warringah (سواحل شمالی)، استرالیا
- یاسوتون، تایلند

چیگاساکی، کاناگاوا
- هونولولو، ایالات متحده

چیتوسه، هوکایدو
- انکوریج، ایالات متحده
- ایبوسوکی، کاگوشیما، ژاپن
- کونگسبرگ(نروژ)، نروژ

## D
دایسن، توتوری
- تموکولا، کالیفرنیا، ایالات متحده
- یانگیانگ، کره جنوبی

دازایفو، فوکوئوکا
- شهرستان بویئو، کره جنوبی

## E
ابتسو، هوکایدو
- گرشام، اورگن، ایالات متحده

ایساشی، هوکایدو (سویا)
- بخش سولفتیا، سوئد

## F
فوجی، شیزوئوکا
- جیشانگ، چین
- اوشن ساید، کالیفرنیا، ایالات متحده

فوجی‌ئدا، شیزوئوکا
- پنریث، استرالیا
- یانگجو، کره جنوبی

فوجیکاواگوچیکو، یاماناشی
- زرمات، سوئیس

فوجیمی، سایتاما
- شاباتس، صربستان

فوجی‌نومیا، شیزوئوکا
- اومیهاچیمان، شیگا، ژاپن
- سانتا مونیکا، کالیفرنیا، ایالات متحده آمریکا
- شاوشینگ، چین
- یونگجو، کره جنوبی

فوجیساوا، کاناگاوا
- بوریئونگ، کره جنوبی
- کون‌مینگ، چین
- ماتسوموتو، ناگانو، ژاپن
- میامی بیچ، فلوریدا، ایالات متحده
- وینزر، انتاریو، کانادا

فوجی‌یوشیدا، یاماناشی
- شامونی، فرانسه
- کلرادو اسپرینگز، کلرادو، ایالات متحده

فوکایا، سایتاما
- فریمانت، کالیفرنیا، ایالات متحده آمریکا
- شونیای، چین

فوکوئی (شهر)
- فولرتون، کالیفرنیا، ایالات متحده
- هانگژو، چین
- کوماموتو (شهر)، ژاپن
- نیو برانزویک، نیوجرسی، ایالات متحده

فوکوئوکا'
- آتلانتا، ایالات متحده آمریکا
- اوکلند (نیوزیلند)، نیوزیلند
- بوردو، فرانسه
- بوسان، کره جنوبی
- گوانگ‌ژو، چین
- ایپوه، مالزی
- اوکلند، کالیفرنیا، ایالات متحده
- یانگون، میانمار

فوکورویی، شیزوئوکا
- هیلزبورو، اورگن، ایالات متحده

فوکویاما، هیروشیما
- همیلتون، انتاریو، کانادا
- شهرستان ماویی، هاوایی، ایالات متحده
- اوکازاکی، ژاپن
- پوهانگ، کره جنوبی
- تاکلوبان، فیلیپین

فوناباشی، چیبا'
- هیوارد، کالیفرنیا، ایالات متحده
- اودنسه، دانمارک
- شی‌آن، چین

فورانو، هوکایدو
- نیشی‌واکی، هیوگو، ژاپن
- شلادمینگ، اتریش

## G
گیفو (شهر)'
- کمپیناس، برزیل
- سینسیناتی، اوهایو، ایالات متحده
- هانگژو، چین
- میدلینگ (وین)، اتریش
- ثاندر بی، کانادا

گوتنبا، شیزوئوکا
- بیورتون، اورگن، ایالات متحده
- چمبرزبورگ، ایالات متحده

## H

### ها
هابی‌کینو، اوساکا
- هیتسینگ، اتریش

هاچینوهه، آئوموری
- فدرال وی، واشینگتن، ایالات متحده

هاچی‌اوجی، توکیو
- کائوهسیونگ، تایوان
- نیکو، توچیگی، ژاپن
- اوداوارا، کاناگاوا، ژاپن
- سی‌هئونگ، کره جنوبی
- تایان، چین
- توماکومای، هوکایدو، ژاپن
- وریتسن، آلمان
- یوری، سایتاما، ژاپن

هادانو، کاناگاوا
- پاجو، کره جنوبی
- پاسادنا، تگزاس، ایالات متحده

هاگی'
- یئونگام، کره جنوبی
- کاماکورا، کاناگاوا، ژاپن
- شیمودا، شیزوئوکا، ژاپن
- اوهلینگن-بیرکندورف، آلمان
- اولسان، کره جنوبی
- واجیما، ایشیکاوا، ژاپن

هاکوداته'
- گویانگ، کره جنوبی
- هالیفاکس (نوآ اسکوشیا)، کانادا
- Lake Macquarie، استرالیا
- ولادی‌وستوک، روسیه
- یوژنو-ساخالینسک، روسیه

هاکونه'
- جاسپر، آلبرتا، کانادا
- Taupo، نیوزیلند

هاماماتسو'
- کاماس، واشینگتن، ایالات متحده آمریکا
- چهالیس، واشینگتن، ایالات متحده آمریکا
- هانگژو، چین
- پورترویل، کالیفرنیا، ایالات متحده
- راچستر، نیویورک، ایالات متحده

هاناماکی
- برندورف (نیدر اوسترایش)، اتریش
- هات اسپرینگز (آرکانزاس)، ایالات متحده
- راتلند (شهر)، ورمانت، ایالات متحده

هاندا'
- میدلند، میشیگان، ایالات متحده آمریکا
- Port Macquarie-Hastings، استرالیا
- شوژو، چین

هان‌نو'
- بری، کالیفرنیا، ایالات متحده آمریکا

هانیو'
- باگیو، فیلیپین
- دوربی، بلژیک

هاتسوکاایچی، هیروشیما
- مسترتون، نیوزلند

هایاما، کاناگاوا
- Holdfast Bay، استرالیا
- کوساتسو، گونما، ژاپن

### او–هی
هکینان، آیچی'
- ادمونز، واشینگتن، ایالات متحده آمریکا
- پولا، کرواسی
- یونی، هوکایدو، ژاپن

هیداکه، سایتاما
- اوسان، کره جنوبی

هیگاشی‌هیروشیما، هیروشیما
- دییانگ، چین
- کیتاهیروشیما، هوکایدو، ژاپن
- ماریلیا، برزیل

هیگاشی‌کاوا، هوکایدو
- کنمور، آلبرتا، کانادا
- شهرداری رویینا، لتونی

هیگاشی‌مورایاما، توکیو
- ایندیپندنس، میزوری، ایالات متحده
- کاشیوازاکی، نیگاتا، ژاپن

هیگاشی‌اومی، شیگا
- شهرستان بویئو، کره جنوبی
- مارکیوت، میشیگان، ایالات متحده آمریکا
- بخش رتویک، سوئد
- Taber, Canada

هیگاشی‌اوساکا، اوساکا
- گلندیل (کالیفرنیا)، ایالات متحده
- میته، برلین، آلمان

هیکونه، شیگا'
- ان آربر، میشیگان، ایالات متحده آمریکا

هیمه‌جی، هیوگو
- آدلاید، استرالیا
- چانگ‌وون، کره جنوبی
- شارلروآ، بلژیک
- کوریتیبا، برزیل
- ماتسوموتو، ناگانو، ژاپن
- فینیکس (آریزونا)، ایالات متحده
- تائی‌یوان، چین
- توتوری (شهر)، ژاپن

هینو، توکیو'
- ردلندز، کالیفرنیا، ایالات متحده
- شیوا، ایواته، ژاپن

هیراکاتا، اوساکا
- چانگنینگ (شانگهای)، چین
- لوگان سیتی، استرالیا
- یئونگام، کره جنوبی

هیراتسوکا، کاناگاوا
- لارنس، کانزاس، ایالات متحده آمریکا

هیروشیما'
- چونگ‌کینگ، چین
- دئگو، کره جنوبی
- هانوفر، آلمان
- [[هونو

لولو]]، ایالات متحده آمریکا
- مونترآل، کانادا
- ولگوگراد، روسیه

هیتاچی، ایباراکی
- برمینگم، آلاباما، ایالات متحده
- کیریو، گونما، ژاپن
- تائورانگا، نیوزلند

## I

### Ib–In
ایباراکی، اوساکا
- انگینگ، چین
- مینیاپولیس، ایالات متحده
- شودوشیما، کاگاوا، ژاپن

ایچیهارا، چیبا
- موبیل، آلاباما، ایالات متحده

ایچینوسکی، ایواته
- Central Highlands، استرالیا

ایچیکاوا، چیبا
- گاردنا، کالیفرنیا، ایالات متحده
- ایسی-له-مولینو، فرانسه
- لیشان، چین
- مدان، اندونزی
- رزنهایم، آلمان

ایزوکا، فوکوئوکا
- سانی‌ویل، کالیفرنیا، ایالات متحده

ایکاتا'
- رد وینگ، مینه‌سوتا، ایالات متحده

ایکه‌دا، اوساکا
- لانستون، استرالیا
- سوژو، چین

ایماباری، اهیمه
- لیکلند، فلوریدا، ایالات متحده آمریکا
- اونومیچی، هیروشیما، ژاپن
- اوتا، گونما، ژاپن
- پاناماسیتی، پاناما

ایناشیکی، ایباراکی
- سلمون آرم، کانادا

اینازاوا، آیچی'
- المپیا، یونان

اینویاما، آیچی'
- دیویس، کالیفرنیا، ایالات متحده
- هامان کانتی، کره جنوبی
- نیچینان، میازاکی، ژاپن
- زانکت گوارزهاوزن، آلمان
- توته یاما، تویاما، ژاپن
- شیانگیانگ، چین

### Ir–It
ایروما، سایتاما
- بخش فنگهوا، چین
- سادو، نیگاتا، ژاپن
- ولفراتزهاوزن، آلمان

ایساهایا، ناگاساکی
- آتن، تنسی، ایالات متحده آمریکا
- جانگجاو، چین

ایسه‌هارا، کاناگاوا
- لا میرادا، کالیفرنیا، ایالات متحده

ایسه‌ساکی، گونما
- مانشان، چین
- اسپرینگفیلد، میزوری، ایالات متحده

ایشیکاری، هوکایدو
- کمبل ریور، بریتیش کلمبیا، کانادا
- پنگژو، چین
- Vanino، روسیه

ایشینوماکی، میگی
- هیتاچیناکا، ایباراکی، ژاپن
- ونژو، چین

ایتامی، هیوگو'
- فوشان، چین
- اسلت، بلژیک
- اومورا، ناگاساکی، ژاپن

ایتو، شیزوئوکا
- اسماعیللی، آذربایجان
- مدوی، انگلستان، بریتانیا
- ریتی، ایتالیا
- سووا، ناگانو، ژاپن

ایتوشیما، فوکوئوکا
- اسکاندیدو، کالیفرنیا، ایالات متحده
- کینگپو، چین

### Iw–Iz
ایواکی، فوکوشیما
- شهرستان کائوآئی، هاوایی، ایالات متحده
- نوبه‌اوکا، میازاکی، ژاپن
- Townsville، استرالیا
- یوریهونجو، آکیتا، ژاپن

ایواکونی، یاماگوچی
- اورت، واشینگتن، ایالات متحده
- ژونژیی، برزیل
- توتوری (شهر)، ژاپن

ایوانوما، میگی
- نانکو، کوچی، ژاپن
- ناپا، کالیفرنیا، ایالات متحده آمریکا

ایواتا، شیزوئوکا
- Dagupan، فیلیپین
- مانتین ویو، کالیفرنیا، ایالات متحده

ایزو، شیزوئوکا
- هوپ، کانادا
- نلسون، بریتیش کلمبیا، کانادا

ایزومی، کاگوشیما
- پولی، تایوان
- سانچئونگ، جئولانام-دو، کره جنوبی

ایزومی، اوساکا
- بلومینگتن، مینه‌سوتا، ایالات متحده

ایزومو'
- کالایوکی، فنلاند
- سانتا کلارا، کالیفرنیا، ایالات متحده آمریکا

## J
جوئتسو، نیگاتا
- انا، گیفو، ژاپن
- هوکوتو، یاماناشی، ژاپن
- Hunchun، چین
- ایتاکورا، گونما، ژاپن
- ایوانای، هوکایدو، ژاپن
- لیلینفلد، اتریش
- موروران، هوکایدو، ژاپن
- پوهانگ، کره جنوبی
- شیزوئوکا، ژاپن
- اوئدا، ناگانو، ژاپن
- یونه‌زاوا، یاماگاتا، ژاپن

جویو، کیوتو
- گیونگ‌سان، کره جنوبی
- ونکوور، واشینگتن، ایالات متحده آمریکا

## K

### Ka
کادوما، اوساکا
- آیندهوون، هلند
- کامی، هیوگو (میکاتا)، ژاپن
- سائو ژوزه دوس کامپوس، برزیل

کاگوشیما'
- چانگشا، چین
- میامی، ایالات متحده آمریکا
- ناپل، ایتالیا
- پرث، استرالیا
- تسورواوکا، یاماگاتا، ژاپن

کاهوکو، ایشیکاوا
- مسکیرش، آلمان

کاکامیگاهارا، گیفو
- چانچئون، کره جنوبی

کاکه‌گاوا، شیزوئوکا
- کورنینگ، نیویورک، ایالات متحده
- یووجین، اورگن، ایالات متحده
- هونگ سئونگ، کره جنوبی
- اوشو، ایواته، ژاپن
- پزارو، ایتالیا

کاکوگاوا، هیوگو
- اوکلند (نیوزیلند)، نیوزیلند
- گویلین، چین
- مارینگا، برزیل

کاماگایا، چیبا'
- فاکتانی، نیوزلند

کاماکورا، کاناگاوا
- آشیکاگا، توچیگی، ژاپن
- دون‌هوانگ، چین
- هاگی، ژاپن
- نیس، فرانسه
- اوئدا، ناگانو، ژاپن

کامه‌اوکا، کیوتو
- Jandira، برزیل
- کنیتل‌فلد، آلمان
- استیلواتر، اکلاهما، ایالات متحده

کامو، نیگاتا
- کامسامولسک بر آمور، روسیه
- زیبو (چین)، چین

کاموگاوا، چیبا'
- مینتواک، ویسکانسین، ایالات متحده
- مینوبو، یاماناشی، ژاپن

کانازاوا، ایشیکاوا
- بوفالو، نیویورک، ایالات متحده
- خنت، بلژیک
- ایرکوتسک، روسیه
- جونجو، کره جنوبی
- نانسی، فرانسه
- پورتو آلگری، برزیل
- سوژو، چین

کاننامی'
- کرمان (کالیفرنیا)، ایالات متحده

کاراتسو
- یانگژو، چین
- یوسو، کره جنوبی

کاریا، آیچی'
- میسیساگا، کانادا

کاشیوا، چیبا
- آیاسه، کاناگاوا، ژاپن
- Camden، استرالیا
- چنگده، چین
- گوآم، ایالات متحده
- تورنس، کالیفرنیا، ایالات متحده آمریکا

کاشی‌وارا، اوساکا
- گروستو، ایتالیا
- شینشیانگ، چین

کاسوگای'
- کلونا، کانادا

کاسوکابه، سایتاما
- ساحل فریزر، استرالیا
- پاسادنا، تگزاس، ایالات متحده

[کاتانو، اوساکا]]
- کالینگوود، انتاریو، کانادا

[کاتو، هیوگو]]'
- چیلان (واشینگتن)، ایالات متحده آمریکا
- هالیستر، کالیفرنیا، ایالات متحده
- المپیا، واشینگتن، ایالات متحده

کاواچی‌ناگانو، اوساکا
- کارمل، ایندیانا، ایالات متحده

کاواگوئه، سایتاما
- اوتن، فرانسه
- ناکاساتسونای، هوکایدو، ژاپن
- اوباما، فوکوئی، ژاپن
- افنباخ آم ماین، آلمان
- سیلم، اورگن، ایالات متحده
- تاناگورا، فوکوشیما، ژاپن

کاواساکی، کاناگاوا
- بالتیمور، ایالات متحده
- ریکا، کرواسی
- شنیانگ، چین
- Wollongong، استرالیا

### کی
کینوکاوا، واکایاما
- بینژو (شاندونگ)، چین
- سئوگویپو، کره جنوبی

کیریشیما، کاگوشیما
- Liuyang، چین
- سونورا، کالیفرنیا، ایالات متحده
- یائوژو (تونگ‌چوان)، چین

کیریو، گونما'
- بیه لا، ایتالیا
- کلمبوس، جورجیا، ایالات متحده آمریکا
- هیتاچی، ایباراکی، ژاپن
- ناروتو، توکوشیما، ژاپن

کیسارازو، چیبا'
- اوشن سعید، کالیفرنیا، ایالات متحده

کیشی‌وادا، اوساکا
- شانتو، چین
- سوت سانفرانسیسکو، کالیفرنیا، ایالات متحده
- ناحیه یونگدونگپو، کره جنوبی

کیتاکامی، ایواته
- کنکورد، کالیفرنیا، ایالات متحده
- سانمنشیا، چین
- شیباتا، میگی، ژاپن

کیتاکیوشو، فوکوئوکا
- دالیان، چین
- هایفونگ، ویتنام
- اینچئون، کره جنوبی
- نورفک، ویرجینیا، ایالات متحده آمریکا
- پنوم‌پن، کامبوج
- تاکوما، واشینگتن، ایالات متحده آمریکا

کیتامی، هوکایدو
- بارهد، آلبرتا، کانادا
- الیزابت، نیوجرسی، ایالات متحده
- جینگجو، کره جنوبی
- کوچی (شهر)، ژاپن
- ماروموری، میگی، ژاپن
- ساکاوا، کوچی، ژاپن

کیوسو، آیچی
- خرس د لا فرونترا، اسپانیا

کیزوگاوا، کیوتو
- سانتا مونیکا، کالیفرنیا، ایالات متحده آمریکا

### کو
کوبه (شهر)'
- بارسلون، اسپانیا
- بریزبن، استرالیا
- اینچئون، کره جنوبی
- مارسی، فرانسه
- ریگا، لتونی
- ریو دو ژانیرو، برزیل
- سیاتل، ایالات متحده آمریکا
- تیانجین، چین

کوچی (شهر)'
- فرزنو، کالیفرنیا، ایالات متحده
- کیتامی، هوکایدو، ژاپن
- سورابایا، اندونزی
- واها، چین

کوفو، یاماناشی'
- چنگدو، چین
- دموین، آیووا، ایالات متحده آمریکا
- لودی، کالیفرنیا، ایالات متحده آمریکا
- پو (فرانسه)، فرانسه
- یاماتوکوری یاما، نارا، ژاپن

کوکا، شیگا'
- دویت، میشیگان، ایالات متحده آمریکا
- ایچئون، کره جنوبی
- مارشال، میشیگان، ایالات متحده آمریکا
- تراوس سیتی، میشیگان، ایالات متحده

کوکوبونجی، توکیو
- سادو، نیگاتا، ژاپن
- ماریون، استرالیا

کوماکی، آیچی
- آنیانگ، گیونگگی، کره جنوبی
- ویاندوت، میشیگان، ایالات متحده آمریکا

کوماتسو، ایشیکاوا
- گیتس‌هد، انگلستان، بریتانیا
- جینینگ (شاندونگ)، چین
- سوزئنو، برزیل
- ویلوورد، بلژیک

کوسای، شیزوئوکا
- Greater Geraldton، استرالیا

کوشیگایا، سایتاما
- کمپبل تاون، استرالیا

### Ku–Ky
کوجی، ایواته'
- فرانکلین، ایندیانا، ایالات متحده
- کلایپدا، لیتوانی

کوکی، سایتاما
- رسبورگ، اورگن، ایالات متحده

کوماگایا، سایتاما
- اینورکارگیل، نیوزلند

کوماموتو (شهر)
- فوکوی (شهر)، ژاپن
- گویلین، چین
- هایدلبرگ، آلمان
- سن آنتونیو، ایالات متحده

کوراشیکی، اوکایاما
- کرایست‌چرچ، نیوزیلند
- کانزاس‌سیتی، میزوری، ایالات متحده
- زانکت پولتن، اتریش
- جنجیانگ، چین

کوره، هیروشیما
- برمرتون، واشینگتن، ایالات متحده آمریکا
- چانگ‌وون، کره جنوبی
- کیلونگ، تایوان
- ماربیا، اسپانیا
- ونژو، چین

کورومه، فوکوئوکا
- هفئی، چین
- مودستو، کالیفرنیا، ایالات متحده

کوساتسو، گونما
- بیتیگهم-بیسینگن، آلمان
- هایاما، کاناگاوا، ژاپن
- کارلووی واری، جمهوری چک
- نویسنده ایم استوبایتال، اتریش
- Snowy Monaro، استرالیا

کوساتسو، شیگا
- کان‌اونجی، کاگاوا، ژاپن
- پونتیاک، میشیگان، ایالات متحده

کوشیموتو، واکایاما
- همت، کالیفرنیا، ایالات متحده
- مرسین، ترکیه
- Torres، استرالیا
- یاکاکند، ترکیه

کوشیرو، هوکایدو
- برنابی، کانادا
- خولمسک، روسیه
- پتروپاولوفسک-کامچاتسکی، روسیه
- توتوری (شهر)، ژاپن
- یوزاوا، آکیتا، ژاپن

کیوتامبا، کیوتو
- هاکسبری، استرالیا

کیوتانگو، کیوتو
- بوجوا، چین

کیوتو'
- بوستون، ایالات متحده آمریکا
- کلن، آلمان
- فلورانس، ایتالیا
- گوادالاخارا، خالیسکو، مکزیک
- کی‌یف، اوکراین
- پراگ، جمهوری چک
- شی‌آن، چین
- زاگرب، کرواسی

## M

### ما
مائه‌باشی، گونما
- برمینگم، آلاباما، ایالات متحده

مایزورو، کیوتو
- دالیان، چین
- ناخودکا، روسیه
- پورتسموث، انگلستان، بریتانیا

ماروگامه، کاگاوا
- کیوگوکو، هوکایدو، ژاپن
- سان سباستیان، اسپانیا
- ژانگژیانگانگ، چین

ماتسودو، چیبا'
- Whitehorse، استرالیا

ماتسوئه'
- جی‌لین (شهر)، چین
- نیواورلئان، ایالات متحده
- اوگوچی، آیچی، ژاپن
- اونومیچی، هیروشیما، ژاپن
- سوزو، ایشیکاوا، ژاپن
- تاکارازوکا، هیوگو، ژاپن
- یینچوان، چین

ماتسوموتو، ناگانو
- فوجیساوا، کاناگاوا، ژاپن
- گریندلوالد، سوئیس* هیمه‌جی، هیوگو، ژاپن
- کاتماندو، نپال
- لانگ فنگ، چین
- سالت لیک سیتی، ایالات متحده
- تاکایاما، گیفو، ژاپن

ماتسوساکا، میه
- بینهو (وکسی)، چین

ماتسوئورا، ناگاساکی
- Mackay، استرالیا

ماتسویاما، اهیمه
- فرایبورگ، آلمان
- ساکرامنتو، کالیفرنیا، ایالات متحده

### Mi
میهارو، فوکوشیما
- رایس لیک، ویسکانسین، ایالات متحده

میکی، هیوگو'
- فدراسیون، استرالیا
- ویسالیا، کالیفرنیا، ایالات متحده

میناماتا، کوماموتو
- دوونپورت، استرالیا

امین‌آشیگارا، کاناگاوا
- تیلبورخ، هلند

مینامی‌اوئونوما، نیگاتا
- Ashburton, New Zealand
- لیلهامر، نروژ
- سولدن، اتریش

مینامی-آروپوسو، یاماناشی
- انامیزو، ایشیکاوا، ژاپن
- دوژیانگیان، چین
- مارشال‌تاون، آیووا، ایالات متحده
- اوگاساوارامورا، ژاپن
- تسوبتسو، ژاپن
- وینترست، آیووا، ایالات متحده آمریکا

مینو، اوساکا
- کورناواک، مکزیک
- لور هوت، نیوزلند

مینوکامو، گیفو
- Dubbo، استرالیا

میشیما، شیزوئوکا
- لیشای، چین
- نیوپلیموث، نیوزلند
- پاسادینا، کالیفرنیا، ایالات متحده

میتو، ایباراکی
- آناهایم، کالیفرنیا، ایالات متحده

میورا، کاناگاوا
- سوزاکا، ناگانو، ژاپن
- Warrnambool، استرالیا

میازاکی'
- شهرستان بوون، کره جنوبی
- کاشیهارا، نارا، ژاپن
- هولوداو، چین
- ویرجینیا بیچ، ویرجینیا، ایالات متحده
- وائوکگان، ایلینوی، ایالات متحده

میازو، کیوتو
- دلری بیچ، فلوریدا، ایالات متحده آمریکا
- نلسون، نیوزیلند، نیوزیلند
- کینگهوانگداو، چین

میوشی، سایتاما
- پتالینگ جایا، مالزی

میوشی، توکوشیما
- دلس، اورگن، ایالات متحده
- تاکویلا، واشینگتن، ایالات متحده آمریکا

### Mo–My
موبارا، چیبا'
- Salisbury، استرالیا

مومبتسو، هوکایدو
- فربنکس، ایالات متحده
- کورساکوف (شهر)، روسیه
- نیوپورت، اورگن، ایالات متحده

موریگوچی، اوساکا
- نیو وست مینستر، کانادا

موریوکا، ایواته
- ویکتوریا (بریتیش کلمبیا)، کانادا

موکو، کیوتو
- ساراتوگا، کالیفرنیا، ایالات متحده

موناکاتا، فوکوئوکا
- گیم‌هه، کره جنوبی

مورایاما، یاماگاتا
- یاکوتسک، روسیه

موروران، هوکایدو
- جوئتسو، نیگاتا، ژاپن
- ناکسویل، تنسی، ایالات متحده
- شیزوئوکا، ژاپن

میوکو، نیگاتا
- شرون، اتریش
- سلونی‌تس، اسلوونی
- Tschagguns، اتریش
- زرمات، سوئیس

## N

### Na
ناگاهاما، شیگا'
- آوگسبورگ، آلمان
- ورونا، ایتالیا

ناگاایزومی'
- Whanganui، نیوزلند

ناگاکوته، آیچی'
- واترلو (بلژیک)، بلژیک

ناگانو (شهر)'
- کلیرواتر، فلوریدا، ایالات متحده
- شیجیاژوانگ، چین

ناگائوکا، نیگاتا
- فورت ورث، ایالات متحده
- هونولولو، ایالات متحده
- Romainmôtier-Envy، سوئیس
- تئاهوپو، پلی‌نزی فرانسه
- تری‌یر، آلمان

ناگائوکاکیو، کیوتو
- آرلینگتون، ماساچوست، ایالات متحده
- نانگبو، چین

ناگاساکی'
- فوجو، چین
- لیدن، هلند
- پورتو، پرتغال
- سینت پال، مینه‌سوتا، ایالات متحده
- سانتوس، برزیل
- واوکس سور اور، فرانسه

ناگاتو، یاماگوچی
- سوچی، روسیه

ناگویا'
- لس آنجلس، ایالات متحده
- مکزیکوسیتی، مکزیک
- رنس، فرانسه
- سیدنی، استرالیا
- تورین، ایتالیا

ناها، اوکیناوا
- فوجو، چین
- هونولولو، ایالات متحده
- نیچینان، میازاکی، ژاپن
- سائو ویسنچه (سائو پائولو)، برزیل

نانائو، ایشیکاوا
- براتسک، روسیه
- گیمچئون، کره جنوبی
- جینژو (دالیان)، چین
- مونته‌ری، کالیفرنیا، ایالات متحده
- مورگانتاون، کنتاکی، ایالات متحده

نانتان، کیوتو
- Clutha، نیوزیلند
- مانیل، فیلیپین

نارا (ژاپن)
- کانبرا، استرالیا
- گیونگجو، کره جنوبی
- کوری یاما، فوکوشیما، ژاپن
- اوباما، فوکوئی، ژاپن
- تولدو، اسپانیا
- کاخ ورسای، فرانسه
- شی‌آن، چین
- یانگژو، چین

نارشینو، چیبا'
- تاسکالوسا، آلاباما، ایالات متحده

ناریتا، چیبا'
- فاکستون (Horowhenua)، نیوزلند
- سان برونو، کالیفرنیا، ایالات متحده
- تائویوان، تایوان
- شیان‌یانگ، چین

ناروتو، توکوشیما
- کیریو، گونما، ژاپن
- لونبورگ، آلمان

ناسوشیوبارا، توچیگی
- هیتاچیناکا، ایباراکی، ژاپن
- لینتس، اتریش
- نامه‌ریکاوا، تویاما، ژاپن
- نی‌ایزا، سایتاما، ژاپن

ناتوری، میگی
- Guararapes، برزیل
- کامینویاما، یاماگاتا، ژاپن
- شینگو، واکایاما، ژاپن

### Ne–Nu
نه‌یاگاوا، اوساکا
- منطقه هوانگ‌پو، شانگهای، چین
- نیوپورت نیوز، ویرجینیا، ایالات متحده آمریکا
- اوک‌ویل، کانادا

نیچینان، میازاکی
- آلبانی، استرالیا
- اینویاما، آیچی، ژاپن
- ناها، اوکیناوا، ژاپن
- پرتسموث، نیوهمپشایر، ایالات متحده

نیگاتا'
- بیروبیجان، روسیه
- گالوستون، تگزاس، ایالات متحده آمریکا
- هاربین، چین
- خاباروفسک، روسیه
- کینگستون آپان هال، انگلستان، بریتانیا
- نانت، فرانسه
- ولادی‌وستوک، روسیه

نی‌ایهاما، اهیمه
- دژو (شاندونگ)، چین

نی‌ایزا، سایتاما
- جیوان، چین
- یووسکوله، فنلاند
- ناسوشیوبارا، توچیگی، ژاپن
- نویروپین، آلمان
- توکاماچی، نیگاتا، ژاپن

نیکو، توچیگی
- هاچی‌اوجی، توکیو، ژاپن
- اوداوارا، کاناگاوا، ژاپن
- رپید سیتی، داکوتای جنوبی، ایالات متحده
- توماکومای، هوکایدو، ژاپن

نیشی‌نومیا، هیوگو
- شاوشینگ، چین
- اسپوکن (واشینگتن)، ایالات متحده آمریکا

نیشینواوموته، کاگوشیما
- ایسا، کوگاشیما، ژاپن
- Vila do Bispo، پرتغال

نیشیو، آیچی
- Porirua، نیوزلند

نوبه‌اوکا، میازاکی
- ایواکی، فوکوشیما، ژاپن
- جینژو (دالیان)، چین
- مدفورد، ماساچوست، ایالات متحده
- ساکای، فوکوئی، ژاپن

نوسگاوا، نارا
- ویسکه تاتری، اسلواکی

نومازو، شیزوئوکا
- کالامزو، میشیگان، ایالات متحده آمریکا
- یویونگ، چین

## O

### Ob–Oi
اوباما، فوکوئی
- گیونگجو، کره جنوبی
- کاواگوئه، سایتاما، ژاپن
- نارا (ژاپن)، ژاپن

اوبیهیرو، هوکایدو''
- چاویانگ، چین
- مدیسن، ویسکانسین، ایالات متحده آمریکا
- سووارد، آلاسکا، ایالات متحده

اوبو، آیچی'
- شهر پورت فیلیپ، استرالیا

اودا، شیمانه'
- دائجون، کره جنوبی

اوداوارا، کاناگاوا
- چولا ویستا، کالیفرنیا، ایالات متحده
- هاچی‌اوجی، توکیو، ژاپن
- نیکو، توچیگی، ژاپن
- یوری، سایتاما، ژاپن

اوگاکی، گیفو
- Glen Eira، استرالیا
- هیوکی، کاگوشیما، ژاپن

اویسو، کاناگاوا
- دیتون (اوهایو)، ایالات متحده
- ریسین، ویسکانسین، ایالات متحده آمریکا

اوئیتا
- آستین، تگزاس، ایالات متحده آمریکا
- آویرو، پرتغال
- ووهان، چین

### Ok–Om
اوکایا، ناگانو
- مونت‌پلیزانت، میشیگان، ایالات متحده آمریکا

اوکایاما'
- گوآم، ایالات متحده
- سینچو، تایوان
- لوئویانگ، چین
- پلوودیف، بلغارستان
- سان خوزه (کااستاریکا)، کاستاریکا
- سن خوزه، کالیفرنیا، ایالات متحده

اوکازاکی'
- نیوپورت بیچ، کالیفرنیا، ایالات متحده
- بخش اودولا، سوئد

اوکیناوا (شهر)
- لیک وود، واشینگتن، ایالات متحده
- توکای، آیچی، ژاپن
- تویوناکا، اوساکا، ژاپن
- یونه‌زاوا، یاماگاتا، ژاپن

اوکینوشیما، شیمانه
- گمینا کروتوشن، لهستان

اوومائه‌زاکی، شیزوئوکا
- شهرستان اولجین، کره جنوبی

اومیهاچیمان، شیگا
- فوجی‌نومیا، شیزوئوکا، ژاپن
- گرندرپیدز، میشیگان، ایالات متحده
- کامینوکونی، هوکایدو، ژاپن
- لیونورت، کانزاس، ایالات متحده
- منتووا، ایتالیا
- ماتسومائه، هوکایدو، ژاپن
- میریانگ، کره جنوبی

اومورا، ناگاساکی
- ایتامی، هیوگو، ژاپن
- سان کارلوس، کالیفرنیا، ایالات متحده
- سمبوکو، آکیتا، ژاپن
- سینترا، پرتغال

اوموتا، فوکوئوکا
- داتانگ، چین
- ماسکگون، میشیگان، ایالات متحده آمریکا

### روشن–Oy
اونو، هیوگو'
- لینندسی، کالیفرنیا، ایالات متحده

اوساکا'
- شیکاگو، ایالات متحده
- هامبورگ، آلمان
- شهر ملبورن، استرالیا
- میلان، ایتالیا
- سن پترزبورگ، روسیه
- سائو پائولو، برزیل
- شانگهای، چین

اوساکی، میاگی
- دابلین، جورجیا، ایالات متحده آمریکا
- جین‌شوی (ژنگژو)، چین
- میدلتاوون، اوهایو، ایالات متحده
- تایتو-کو، توکیو، ژاپن
- تبتسو، هوکایدو، ژاپن
- اواجیما، اهیمه، ژاپن

اوشیما، توکیو
- شهرستان هاوایی، هاوایی، ایالات متحده آمریکا

اوشو، ایواته
- برایتنوانگ، اتریش
- Greater Shepparton، استرالیا
- کاکه‌گاوا، شیزوئوکا، ژاپن
- رویت (شهر اتریش)، اتریش

اوتا، گونما'
- بربنک، کالیفرنیا، ایالات متحده
- ایماباری، اهیمه، ژاپن
- لافیت، ایندیانا، ایالات متحده آمریکا
- شهرستان تیپکانو، ایندیانا، ایالات متحده
- لافایت غربی، ایندیانا، ایالات متحده

اوتارو، هوکایدو
- دنیدن، نیوزلند
- Gangseo (Seoul)، کره جنوبی
- ناخودکا، روسیه

اوتسو، شیگا
- گومی، کره جنوبی، کره جنوبی
- اینترلاکن، سوئیس
- لنسینگ، میشیگان، ایالات متحده آمریکا
- مودانجیانگ، چین
- وورتسبورگ، آلمان

اویاما، شیزوئوکا
- مأموریت، کانادا

## R
رانکوشی، هوکایدو
- زال‌فلدن، اتریش

ریکوزنتاکاتا، ایواته
- کرس سنت سیتی، کالیفرنیا، ایالات متحده

روموی، هوکایدو'
- اولان‌اوده، روسیه

## S

### سا
ساگا
- Cussac-Fort-Médoc، فرانسه
- گلینز فالز، نیویورک، ایالات متحده
- لیانیانگانگ، چین
- شهرستان وارن، نیویورک، ایالات متحده
- Yeonje (Busan)، کره جنوبی

ساگائه، یاماگاتا
- آندونگ، کره جنوبی
- گره‌سون، ترکیه
- ساموکاوا، ژاپن

ساگامیهارا، کاناگاوا
- ووشی، چین

سایجو، اهیمه

- بائودینگ، چین
- سیبودان، اتریش

سایکی، اوئیتا
- گلادستون، استرالیا
- هاندان، چین

سایتاما (شهر)
- هامیلتون (نیوزیلند)، نیوزیلند
- نانایمو، کانادا
- پیتسبرگ، ایالات متحده آمریکا
- ریچموند، ویرجینیا، ایالات متحده
- تولوکا، مکزیک
- ژنگژو، چین

ساکادو، سایتاما
- دوثن، آلاباما، ایالات متحده

ساکای، اوساکا
- برکلی، کالیفرنیا، ایالات متحده
- لیانیانگانگ، چین
- ولینگتون، نیوزلند

ساکو، ناگانو
- اولن (کمون)، فرانسه
- دهستان ساکو، استونی

ساکورای، نارا
- شارتر، فرانسه

ساندا، هیوگو
- بلومانتینز (شهر)، استرالیا
- ججو، کره جنوبی
- شهرستان کیتیتاس، واشینگتن، ایالات متحده

سانو، توچیگی
- لنکستر، پنسیلوانیا، ایالات متحده
- کوجاو، چین

سان‌اوکی، کاگاوا
- آیزن‌اشتات، اتریش

ساپورو'
- دائجون، کره جنوبی
- مونیخ، آلمان
- نووسیبیرسک، روسیه
- پورتلند، اورگن، ایالات متحده
- شنیانگ، چین

ساسه‌بو، ناگاساکی
- البوکرکی، نیومکزیکو، ایالات متحده
- Coffs Harbour، استرالیا
- کوکونوئه، اویتا، ژاپن
- پاجو، کره جنوبی
- شیامن، چین

ساتسوماسندای، کاگوشیما
- چانگشو، چین

سایاما، سایتاما
- تونگ‌یونگ، کره جنوبی
- ووردینگتن، اوهایو، ایالات متحده

### سه
سیکا، کیوتو
- نورمن، اکلاهما، ایالات متحده

سکی، گیفو'
- هیمی، تویاما، ژاپن
- هوانگشی، چین
- موگی داس کروزس، برزیل

سندای'
- آکاپولکو، گررو، مکزیک
- چانگچون، چین
- دالاس، ایالات متحده
- گوانگجو، کره جنوبی
- مینسک، بلاروس
- رن، فرانسه
- ریورساید، کالیفرنیا، ایالات متحده

ستو، آیچی'
- ایچئون، کره جنوبی
- جینگدیجن، چین
- لیموژ، فرانسه
- نابل، تونس

ستوئوچی، اوکایاما
- هوروکانای، هوکایدو، ژاپن
- موتیلنه، یونان
- تسوشیما، ناگاساکی، ژاپن

ستسو، اوساکا
- بنگبو، چین
- Bundaberg، استرالیا

### ش
شیباتا، نیگاتا'
- اورنج سیتی، آیووا، ایالات متحده آمریکا
- سینت جیمز، میزوری، ایالات متحده
- سوزاکا، ناگانو، ژاپن

شیبوکاوا، گونما
- آبانو ترمه، ایتالیا
- فولینو، ایتالیا
- شهرستان هاوایی، هاوایی، ایالات متحده آمریکا

شیجوناواته، اوساکا
- میربوش، آلمان

 شیکوکوچوئو، اهیمه
- شوانچنگ، چین

شیمادا، شیزوئوکا
- برینز، سوئیس
- هوجا، چین
- ریچموند، کالیفرنیا، ایالات متحده آمریکا

شیمیزو، شیزوئوکا
- اسکوامیش، کانادا

شیمودا، شیزوئوکا
- هاگی، ژاپن
- نیوپورت، رود آیند، ایالات متحده
- نوماتا، گونما، ژاپن

شیمونوسکی، یاماگوچی
- بوسان، کره جنوبی
- استانبول، ترکیه
- پیتز برگ، کالیفرنیا، ایالات متحده
- چینگ‌دائو، چین
- سانتوس، برزیل

شیراکاوا، فوکوشیما
- کومپین، فرانسه

شیزوئوکا'
- کن (فرانسه)، فرانسه
- جوئتسو، نیگاتا، ژاپن
- موروران، هوکایدو، ژاپن
- اوماها، نبراسکا، ایالات متحده
- شلبیویل، ایندیانا، ایالات متحده
- استوکتون، کالیفرنیا، ایالات متحده

شونان، یاماگوچی'
- دلف‌زیل، هلند
- سائو برناردو دو کامپو، برزیل
- Townsville، استرالیا

### پس–سو
سودگائورا، چیبا
- ایتاجی، برزیل

سوکا، سایتاما
- آنیانگ، چین
- کارسون، کالیفرنیا، ایالات متحده آمریکا

سوگیتو، سایتاما
- Busselton، استرالیا

سوئیتا'
- Canterbury-Bankstown، استرالیا
- موراتوا، سریلانکا

سوموتو، هیوگو'
- شهرستان هاوایی، هاوایی، ایالات متحده آمریکا
- کرونشتات، روسیه
- ون ورت، اوهایو، ایالات متحده

سوسونو، شیزوئوکا
- شهر فرانکستن، استرالیا

سوزاکا، ناگانو
- میورا، کاناگاوا، ژاپن
- شیباتا، نیگاتا، ژاپن
- سیپینگ، چین

سوزوکا، میه'
- بلفونتاین، اوهایو، ایالات متحده
- لو مان (فرانسه)، فرانسه

## T

### تا–ته
تاکاماتسو، کاگاوا
- نانچانگ، چین
- سن پترزبورگ، فلوریدا، ایالات متحده
- تور (فرانسه)، فرانسه

تاکارازوکا، هیوگو
- آلزرگروند، اتریش
- آگوستا، جورجیا، ایالات متحده آمریکا
- ماتسوئه، ژاپن

تاکاساکی، گونما
- بتل‌کریک، میشیگان، ایالات متحده
- Muntinlupa، فیلیپین
- پلزن، جمهوری چک
- سانتو آندره، برزیل

تاکاتسوکی'
- چانگژو، چین
- ماسودا، شیمانه، ژاپن
- مانیل، فیلیپین
- توومبا، استرالیا
- واکاسا، فوکوئی، ژاپن

تاکایاما، گیفو
- دنور، ایالات متحده
- کون‌مینگ، چین
- لیجیانگ، چین
- ماتسوموتو، ناگانو، ژاپن

ساسایاما، هیوگو
- والا والا، واشینگتن، ایالات متحده

تامانو، اوکایاما
- گلوکستر، ماساچوست، ایالات متحده
- جیاجیانگ، چین
- تونگ‌یونگ، کره جنوبی

تاته‌بایاشی، گونما
- Kunshan، چین
- ساحل آفتاب، استرالیا

تاته‌یاما، چیبا
- بلینگهام، واشینگتن، ایالات متحده
- پورت استفنز، استرالیا

تندو، یاماگاتا'
- مارلبورو، نیوزیلند
- ماروستیکا، ایتالیا
- وافانگدیان، چین

### به
تبتسو، هوکایدو
- داته، هوکایدو، ژاپن
- بخش لکساند، سوئد
- اوساکی، میاگی، ژاپن

توچیگی (شهر)
- اوانزویل، ایندیانا، ایالات متحده
- جینهوا، چین

تودا، سایتاما'
 کایفنگ، چین
- لیورپول، استرالیا

توکای، آیچی
- کامایشی، ایواته، ژاپن
- محله‌های مقدونیه، استرالیا
- نیلوفر، بورسا، ترکیه
- اوکیناوا (شهر)، ژاپن
- یونه‌زاوا، یاماگاتا، ژاپن

توکاماچی، نیگاتا
- کومو، ایتالیا
- نی‌ایزا، سایتاما، ژاپن

توکی، گیفو'
- فائنتسا، ایتالیا

توکوروزاوا، سایتاما
- آنیانگ، گیونگگی، کره جنوبی
- چانگژو، چین
- دکیتر، ایلینوی، ایالات متحده

توکوشیما (شهر)
- لیریا، پرتغال
- سگینو، میشیگان، ایالات متحده

توکیو'
- پکن، چین
- برلین، آلمان
- قاهره، مصر
- جاکارتا، اندونزی
- لندن، انگلستان، بریتانیا
- مسکو، روسیه
- نیو ساوت ولز، استرالیا
- نیویورک، ایالات متحده
- ایالت سائو پائولو، برزیل
- سئول، کره جنوبی

آداچی-کو، توکیو
- بلمونت، استرالیا
- کانوما، توچیگی، ژاپن
- اوئونوما، نیگاتا، ژاپن
- یامانوئوچی، ناگانو، ژاپن

آراکاوا-کو، توکیو
- دوناوشتات، اتریش
- ژونگشان (دالیان)، چین

بونکیو-کو، توکیو'
- بی‌اوغلو (استانبول)، ترکیه
- کایزرسلاوترن، آلمان

چوئو-کو، توکیو'
- ساترلند شایر، استرالیا

ادوگاوا-کو، توکیو
- ساحل مرکزی، استرالیا
- هونولولو، ایالات متحده

ایتاباشی-کو، توکیو
- برلینگتون، انتاریو، کانادا

کاتسوشیکا-کو، توکیو
- ناحیه فنگتای، چین
- فلوریدسدورف، اتریش
- ماپو (سئول)، کره جنوبی

کوتو-کو، توکیو'
- سوری، بریتیش کلمبیا، کانادا

مگورو-کو، توکیو'
- ناحیه دونگچنگ، پکن، چین
- جونگ‌انگ (سئول)، کره جنوبی

نریما-کو، توکیو
- ناحیه هایدیان، چین
- ایپسویچ، استرالیا

اوتا-کو، توکیو
- ناحیه چاویانگ، چین
- سیلم، ماساچوست، ایالات متحده

ستاگایا-کو، توکیو
- Bunbury، استرالیا
- Döbling (Vienna)، اتریش
- وینیپگ، کانادا

شیبویا-کو، توکیو'
- اسکدار، ترکیه

شیناگاوا-کو، توکیو
- پورتلند، مین، ایالات متحده

شینجوکو-کو، توکیو
- ناحیه دونگچنگ، پکن، چین
- اینا، ناگانو، ژاپن
- Lefkada، یونان
- میته، برلین، آلمان

سوگینامی-کو، توکیو
- ناحیه سوچو، کره جنوبی
- Willoughby، استرالیا

تایتو-کو، توکیو'
- گلاداکسه، کمون دانمارک، دانمارک
- وین (منطقه تاریخی)، اتریش
- سواحل شمالی، استرالیا
- اوساکی، میاگی، ژاپن

توماکومای، هوکایدو
- هاچی‌اوجی، توکیو، ژاپن
- نیپیر، نیوزلند
- نیکو، توچیگی، ژاپن

تومه، میگی'
- نیوزن، تویاما، ژاپن
- ساوتلیک، تگزاس، ایالات متحده آمریکا
- ورنن، بریتیش کلمبیا، کانادا

تونامی، تویاما
- لیسه (هلند)، هلند
- پانجین، چین
- یالوا، ترکیه

'توسو
- تسایتس، آلمان

توتوری (شهر)'
- چئونگ‌جو، کره جنوبی
- هانائو، آلمان
- هیمه‌جی، هیوگو، ژاپن
- ایواکونی، یاماگوچی، ژاپن
- کوری یاما، فوکوشیما، ژاپن
- کوشیرو، هوکایدو، ژاپن

تویاما (شهر)
- Dubbo، استرالیا
- دورهام، کارولینای شمالی، ایالات متحده
- موگی داس کروزس، برزیل

تویوهاشی، آیچی'
- پانه‌وژیس، لیتوانی
- تولیدو، اوهایو، ایالات متحده

تویوکاوا، آیچی'
- کوپرتینو، کالیفرنیا، ایالات متحده
- Xinwu (Wuxi), China

تویوناکا، اوساکا
- اوکیناوا (شهر)، ژاپن
- سان ماتیو، کالیفرنیا، ایالات متحده

تویوتا، آیچی'
- داربی‌شر، انگلستان، بریتانیا
- دیترویت، ایالات متحده

### Ts
تسو، میه'
- اوزاسکو، برزیل
- جنجیانگ، چین

تسوبامه، نیگاتا
- داندی، ایالات متحده
- شیبویگان، ویسکانسین، ایالات متحده

تسوچی‌اورا، ایباراکی
- پالو آلتو، کالیفرنیا، ایالات متحده

تسوکوبا'
- بوخوم، آلمان
- کمبریج، ماساچوست، ایالات متحده
- گرونوبل، فرانسه
- ارواین، کالیفرنیا، ایالات متحده
- میلپیتاس، ایالات متحده آمریکا
- شنژن، چین

تسوروگا، فوکوئی
- دونگهائه سیتی، کره جنوبی
- ناخودکا، روسیه
- تایجو، چین

تسوشیما، آیچی
- الگو:پرچمک هرکولس، کالیفرنیا، ایالات متحده

تسویاما، اوکایاما
الگو:چندستونه
- الگو:پرچمک میاکوجیما، اوکیناوا، ژاپن
- الگو:پرچمک سانتافه، نیومکزیکو، ایالات متحده

الگو:پایان چندستونه

## U
اوبه، یاماگوچی'
الگو:چندستونه
- الگو:پرچمک کاستلین، اسپانیا
- الگو:پرچمک نیوکاسل، استرالیا
- الگو:پرچمک ویهای، چین

الگو:پایان چندستونه
یوچیکو، اهیم
الگو:چندستونه
- الگو:پرچمک رتنبورگ اب در تاوبر، آلمان[۶۳]
- الگو:پرچمک واسیلا (آلاسکا)، ایالات متحده[۳۰۴]

الگو:پایان چندستونه
اوئدا، ناگانو'
الگو:چندستونه
- الگو:پرچمک برومفیلد، کلرادو، ایالات متحده
- الگو:پرچمک داووس، سوئیس، سوئیس
- الگو:پرچمک جوئتسو، نیگاتا، ژاپن
- الگو:پرچمک کاماکورا، کاناگاوا، ژاپن
- الگو:پرچمک کودویاکا، واکایاما، ژاپن
- الگو:پرچمک تویواوکا، هیوگو، ژاپن

الگو:پایان چندستونه
اوجی، کیوتو
الگو:چندستونه
- الگو:پرچمک کملوپس، کانادا
- الگو:پرچمک نووارا الیا، سریلانکا
- الگو:پرچمک شیان‌یانگ، چین

الگو:پایان چندستونه
اونزن، ناگاساکی
- الگو:پرچمک گوری کانتی، کره جنوبی

اوراسوئه، اوکیناوا
- الگو:پرچمک کوانژو، چین

اورایاسو، چیبا'
- الگو:پرچمک اورلاندو (فلوریدا)، ایالات متحده

اوشیکو، ایباراکی
الگو:چندستونه
- الگو:پرچمک گروه این کیانتی، ایتالیا
- الگو:پرچمک هیتاچی‌اوتا، ایباراکی، ژاپن
- الگو:پرچمک Orange، استرالیا
- الگو:پرچمک شیکاما، میگی، ژاپن
- الگو:پرچمک وایت‌هورس، یوکان، کانادا

الگو:پایان چندستونه
اوتسونومیا، توچیگی
الگو:چندستونه
- الگو:پرچمک اوکلند (نیوزیلند)، نیوزیلند
- الگو:پرچمک اورلئان، فرانسه
- الگو:پرچمک چیچیهار، چین
- الگو:پرچمک تالسا، اکلاهما، ایالات متحده

الگو:پایان چندستونه
اواجیما، اهیمه
الگو:چندستونه
- الگو:پرچمک هونولولو، ایالات متحده
- الگو:پرچمک اوساکی، میاگی، ژاپن
- الگو:پرچمک شهرستان شیانگشان (چجیانگ)، چین

الگو:پایان چندستونه

## W
واکایاما (شهر)
الگو:چندستونه
- الگو:پرچمک بیکرزفیلد، کالیفرنیا، ایالات متحده
- الگو:پرچمک ججو، کره جنوبی
- الگو:پرچمک جینان (شاندونگ)، چین
- الگو:پرچمک ریچموند، بریتیش کلمبیا، کانادا

الگو:پایان چندستونه
واکو، سایتاما
- الگو:پرچمک لانگ ویو، واشینگتن، ایالات متحده

وارابی، سایتاما
- الگو:پرچمک شهرستان الدورادو، کالیفرنیا، ایالات متحده آمریکا

## Y
یاشیو، چیبا'
- الگو:پرچمک [[تایلر، تگ

زاس]]، ایالات متحده آمریکا
یایزو، شیزوئوکا
- الگو:پرچمک هوبارت، استرالیا

یاماگاتا (شهر)
الگو:چندستونه
- الگو:پرچمک بولدر، کلرادو، ایالات متحده آمریکا
- الگو:پرچمک جی‌لین (شهر)، چین
- الگو:پرچمک کیتسبوهل، اتریش
- الگو:پرچمک Swan Hill، استرالیا
- الگو:پرچمک اولان‌اوده، روسیه

الگو:پایان چندستونه
یاماگوچی (شهر)
الگو:چندستونه
- الگو:پرچمک چانگ‌وون، کره جنوبی
- الگو:پرچمک گنگجو، کره جنوبی
- الگو:پرچمک جینان (شاندونگ)، چین
- الگو:پرچمک پامپلونا، اسپانیا

الگو:پایان چندستونه
یاماتو، کاناگاوا
- الگو:پرچمک گوانگ‌میونگ، کره جنوبی

یائو، اوساکا
- الگو:پرچمک بلویو، واشینگتن، ایالات متحده آمریکا

یاتسوشیرو، کوماموتو
الگو:چندستونه
- الگو:پرچمک بیهای، چین
- الگو:پرچمک کیلونگ، تایوان

الگو:پایان چندستونه
یاواتا، کیوتو
الگو:چندستونه
- الگو:پرچمک باوژی، چین
- الگو:پرچمک میلان، اوهایو، ایالات متحده آمریکا

الگو:پایان چندستونه
یوایچی، هوکایدو
- الگو:پرچمک دونبارتونشر شرقی، اسکاتلند، بریتانیا

یوکایچی، میه
الگو:چندستونه
- الگو:پرچمک لانگ بیچ، کالیفرنیا، ایالات متحده
- الگو:پرچمک تیانجین، چین

الگو:پایان چندستونه
یوکوهاما'
الگو:چندستونه
- الگو:پرچمک کنستانتسا، رومانی
- الگو:پرچمک لیون، فرانسه
- الگو:پرچمک مانیل، فیلیپین
- الگو:پرچمک بمبئی، هند
- الگو:پرچمک اودسا، اوکراین
- الگو:پرچمک سن دیگو، ایالات متحده آمریکا
- الگو:پرچمک شانگهای، چین
- الگو:پرچمک ونکوور، کانادا

الگو:پایان چندستونه
یوکوسوکا، کاناگاوا
الگو:چندستونه
- الگو:پرچمک برست، فرانسه، فرانسه
- الگو:پرچمک کورپس کریستی، ایالات متحده
- الگو:پرچمک شهر فرمانتل، استرالیا
- الگو:پرچمک مدوی، انگلستان، بریتانیا

الگو:پایان چندستونه
یوناگو، توتوری'
الگو:چندستونه
- الگو:پرچمک بائودینگ، چین
- الگو:پرچمک Sokcho، کره جنوبی

الگو:پایان چندستونه
یوشیکاوا، سایتاما
- الگو:پرچمک لیک اسوگو، اورگن، ایالات متحده

یوتسوکایدو، چیبا
- الگو:پرچمک لیورمور، کالیفرنیا، ایالات متحده

یوگاوارا'
الگو:چندستونه
- الگو:پرچمک چونگجو، کره جنوبی
- الگو:پرچمک پورت استفنز، استرالیا

الگو:پایان چندستونه

## Z
زاما، کاناگاوا
- الگو:پرچمک اسمرنا، تنسی، ایالات متحده